# Pani Henderson
Pani Henderson – brytyjska tragikomedia z 2005 roku o teatrze The Windmill.

## Obsada
- Judi Dench – pani Laura Henderson
- Bob Hoskins – Vivian Van Damm
- Will Young – Bertie
- Christopher Guest – Lord Cromer
- Kelly Reilly – Maureen
- Thelma Barlow – Lady Conway

## Nagrody i nominacje
Oscary za rok 2005
- Najlepsze kostiumy - Sandy Powell (nominacja)
- Najlepsza aktorka - Judi Dench (nominacja)

Złote Globy 2005
- Najlepsza komedia lub musical (nominacja)
- Najlepsza aktorka w komedii lub musicalu - Judi Dench (nominacja)
- Najlepszy aktor drugoplanowy - Bob Hoskins (nominacja)

Nagroda BAFTA 2005
- Najlepszy scenariusz oryginalny - Martin Sherman (nominacja)
- Nagroda im. Anthony'ego Asquitha za najlepszą muzykę - George Fenton (nominacja)
- Najlepsze kostiumy - Sandy Powell (nominacja)
- Najlepsza aktorka - Judi Dench (nominacja)

Nagroda Satelita 2005
- Najlepsza aktorka w komedii lub musicalu - Judi Dench (nominacja)